# Йозеф Бюркель
Йозеф Бюркель (нім. Josef Bürckel; 30 березня 1895, Лінгенфельд — 28 вересня 1944, Нойштадт) — державний діяч Третього Рейху, гауляйтер, обергруппенфюрер СА (1936) і СС (30 січня 1942).

## Біографія
Син ремісника, католик. У 1909-1914 роках навчався в педагогічному училищі в Шпаєрі. У 1914-1918 роках брав участь у Першій світовій війні добровольцем. У 1920 році здав державні іспити і працював учителем.
У 1921 році вступив в одну з націонал-соціалістичних груп. У 1923 році брав участь в заходах нацистів проти сепаратистського руху в Пфальці. В 1925 році вступив в НСДАП. У 1926 році обраний гауляйтером Рейнланд-Пфальца.
Після приєднання Саарської області до Німеччини Гітлер призначив Бюркеля комісаром гау Саар. У 1935 році Саар і Рейнланд-Пфальц були об'єднані в один гау Саарпфальц, який, в свою чергу, в 1942 був об'єднаний з Лотарингією в райхсгау Вестмарк. Керівництво гау знаходилося в місті Нойштадт-ан-дер-Вайнштрассе (з 1940 року — в Саарбрюкені). Бюркель залишався на посаді гауляйтера до своєї смерті в 1944 році.
З 1930 року — депутат рейхстагу, з 1934 року — Саарский уповноважений імперського уряду, з 1935 — райхскомісар з питань повернення Саара, потім з 1936 райхскомісар Саару. У 1936 році йому присвоєно звання обергрупенфюрера СА, в 1937 році — групенфюрера СС.
У 1938 отримав завдання реорганізувати заборонену в Австрії нацистську партію і підготувати ґрунт для австрійського плебісциту з питання про аншлюс. Після аншлюсу призначений райхскомісаром із повернення Австрії до складу рейху, а з 1939 — рейхсштатгальтер в Австрії (Остмарк). У 1939 призначений імперським комісаром оборони на зразок військових округу XVII, а з 1940 - начальник цивільної адміністрації Лотарингії, з 1941 імперський штатгальтер Вестмарка. У Лотарингії він організував депортацію прибулих в область після 1918 року французьких сімей і «елементів, дружніх Франції», у «внутрішню Францію» (тобто на території, не анексовані гітлерівською Німеччиною). 22 жовтня 1940 року в рамках так званої «акції Вагнера-Бюркеля», він розпорядився про висилку всіх євреїв у концтабір в неокупованій зоні Режиму Віші. 
Помер 28 вересня 1944 разом з дружиною (можливо, самогубство) за нез'ясованих обставин, які пов'язують із боротьбою за владу, що розгорнулася після замаху на Гітлера. У свідоцтві про смерть, однак, зазначено, що він страждав від ряду хвороб на тлі ослабленого імунітету і повного виснаження в результаті роботи на знос.

## Нагороди
- Почесний хрест ветерана війни з мечами (1934)
- Медаль «У пам'ять 13 березня 1938 року» (1939)
- Медаль «У пам'ять 1 жовтня 1938» із застібкою «Празький град» (1939)
- Кільце доктора Ігнаца Зайпеля (10 квітня 1940)
- Хрест Воєнних заслуг 2-го і 1-го класу

### Відзнаки НСДАП
- Золотий партійний знак НСДАП
- Медаль «За вислугу років у НСДАП» в бронзі та сріблі (15 років)
- Орден крові
- Золотий почесний знак Гітлер'югенду з дубовим листям
- Знак гау
- Німецький Орден (№5; 3 жовтня 1944) — нагороджений посмертно.

### Відзнаки СС
- Почесний кут старих бійців
- Кільце «Мертва голова»
- Почесна шпага рейхсфюрера СС
- Медаль «За вислугу років у СС» 4-го ступеня (4 роки)